# Cena hurtowa
Cena hurtowa – cena, po jakiej hurtownik sprzedaje towary przedsiębiorcy zajmującemu się handlem detalicznym.